# L'Enfer (film, 1911)
Pour les articles homonymes, voir L'Enfer et L'Inferno.

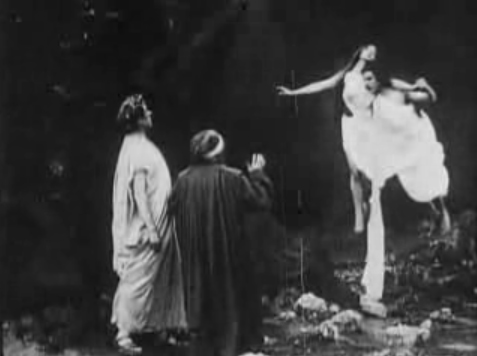
Image du film; Paolo et Francesca

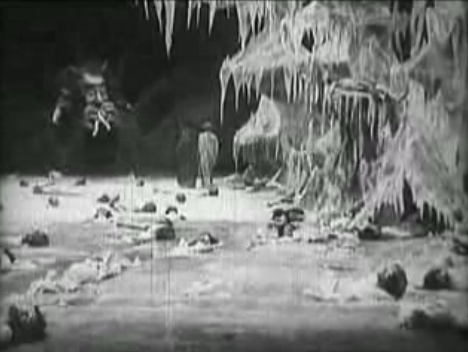
Lucifer

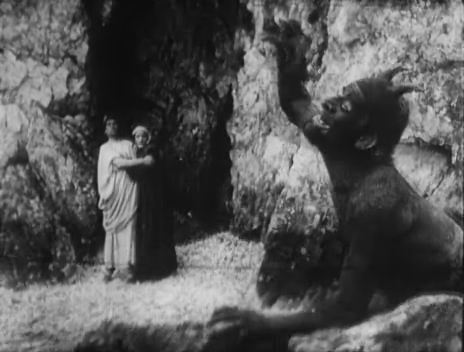
Pluton

L'Enfer (L'Inferno) est un film muet italien de Francesco Bertolini, Giuseppe De Liguoro et Adolfo Padovan (it), inspiré de la Divine Comédie, sorti en 1911.
Dirigé par Francesco Bertolini, Giuseppe De Liguoro et Adolfo Padovan (it), le film est composé de 54 scènes. Il raconte avec fidélité le premier chant, avec une série de tableaux inspirés d'illustrations de Gustave Doré. Dans la selva oscura Dante rencontre Virgile et avec lui commence  un voyage dans les cercles et le Malebolge où ils rencontrent tous les célèbres personnages du poème : Minos, Paolo e Francesca, Farinata degli Uberti, Pierre Des Vignes, Lucifer, etc.
L'Enfer (L'Inferno) est le premier film italien à 5 bobines, produit par la Milano Films ; cette dernière  souffrit de la concurrence d'une plus petite société de production, nommée Helios Film, qui la même année, sortit en avant-première, un Inferno moins colossal mais connoté érotiquement (par exemple le sein nu de Francesca).
Le film est un chef-d'œuvre du genre costumé pour lequel se distinguèrent les producteurs italiens dans les années 1910 et le premier film européen à grande ambition littéraire et artistique. Les  effets spéciaux cinématographiques (en particulier, la surimpression) et théâtraux (entre autres, jeux de cordage des machinistes) ont créé une œuvre réaliste, où pour la première fois s'utilisèrent les légendes écrites de manière cohérente, qui présentaient chaque scène dans ses vers les plus populaires ou avec une phrase explicative en prose.
Dans le domaine des droits d'auteur, il est le premier film à obtenir l'inscription d'œuvre protégée. Le film eut un énorme succès, également, à l'étranger grâce aux systèmes de distribution mis en place par Goffredo Lombardo (père).

## Fiche technique
- Titre en français : L'enfer
- Titre original : L'Inferno
- Réalisation : Francesco Bertolini, Giuseppe De Liguoro et Adolfo Padovan (it)
- Scénario : d'après le poème de Dante Alighieri
- Pays d'origine :  Royaume d'Italie
- Format : Noir et blanc - Film muet
- Genre : Drame, Film d'aventure
- Durée : 71 minutes
- Date de sortie : Italie : 10 mars 1911
- Musique: Raffaele Caravaglios, Tangerine Dream (DVD 2004), Edison Studio (DVD 2011)

## Source de la traduction
- (it) Cet article est partiellement ou en totalité issu de l’article de Wikipédia en italien intitulé « L'Inferno (film 1911 Milano Films) » (voir la liste des auteurs).